# 森川由加里
森川 由加里（もりかわ ゆかり、1963年4月12日 - ）は、日本の歌手、タレント、女優。本名、布施 由加里（ふせ ゆかり）、旧姓、森川。東京都葛飾区出身。身長160cm。所属事務所は日音プロモーション → T-ZONE → ボランチ。

## 来歴
1984年、ピーター・バラカン司会の音楽番組『ポッパーズMTV』にてアシスタントとしてテレビ初出演。
1987年7月、六本木ロリーポップにて、デビューライブ。シングル『雨のカルメン』で歌手デビュー。1987年10月、セカンドシングル『SHOW ME』がTBS系のテレビドラマ『男女7人秋物語』の主題歌としてヒットし、数々の賞を受賞。以後、そのボーイッシュなキャラクターを武器にバラエティーアイドルとしてテレビのバラエティ番組やドラマ、CMなどに出演。1987年12月、1stアルバム“SHOW ME”発売。
1988年4月、オフィシャルファンクラブ『DOWN TOWN KIDS』結成。赤坂ライブ。1988年7月、東京新宿NISSIN POWER STATIONにて初のソロライブ。1988年8月、2ndアルバム“HI HI HI”発売。1988年9月、大阪サンケイホールを皮切りに全国20ヶ所をまわる“YUKARI MORIKAWAコンサートツアー88”開催。日本大学芸術学部芸術祭などの学園祭にてライブ。1988年12月、東京ディズニーランドでカウントダウンコンサート。
1989年5月、3rdアルバム“VIVIEN”発売。1989年6月、7thシングル“VIVIAN”で東京音楽祭世界大会に参加。1989年9月、CLUB CITTA KAWASAKIライブ。1989年10月、北里学園白金祭など学園祭ライブ“YUKARI MORIKAWAコンサートツアー89”全国20ヶ所のコンサート。
1990年3月、CLUB CITTA KAWASAKIライブ。1990年4月、TBSラジオ『三菱ドライビングポップス森川由加里DEAR FRIENDS』の公開録音で“DEAR FRIENDS CONCERT”全国ツアー（- 1992年）。1990年8月、CLUB CITTA KAWASAKIライブ アコースティックLIVE“WITH YOUR LOVE”“My Dream”発表。1990年、TBSラジオの放送開始・終了時に「きいたら、ききたい」の歌が放送される（1990年 - 2000年）。
1991年2月、シングル“夢 元気!?”、“本当は泣きたいのに”発売。1991年6月、アコースティックライブ、コンサートツアー“DOWN TOWN gig91”。1991年8月、さだまさしが主催する『夏、長崎から』に参加。1991年11月、“夢 元気!?”が日本テレビ系の作詞大賞を受賞。
1992年6月、藤田千章（SING LIKE TALKING）プロデュースによるシングル“SLOW LOVE DOWN”発売。1992年9月、神戸オーバードライブ（南佳孝ジョイント）。1992年11月、東京・大阪・名古屋のクラブクアトロにてライブ。
1993年5月、足利市民会館にてアコースティックライブ。1993年6月、杉田二郎20周年イベントライブに参加（かつしかシンフォニーヒルズ）。1993年7月、インクスティック鈴江ファクトリーにてライブ。1993年9月、東北地区アコースティックライブツアー。1993年10月、元スモーキーメディスンのドラム藤井章司プロデュースによるチャリティライブ“SAVE THE EARTH”に参加（Char（竹中尚人）、金子マリらとCLUB CITTA KAWASAKIにて）。
1994年2月、アルバム“REFASHION”発売“夢 元気!?”、“WITH YOUR LOVE”のアレンジャーとして是永巧一を迎える。1994年4月、“My Dream”が『新ワクワク温泉旅』エンディングテーマに。1994年5月、東京・大阪・名古屋のクラブクアトロにてライブ。1994年6月、神戸チキンジョージ、福岡イズムホールガヤにてアコースティックライブ。1994年11月、JAL機内誌“ウィンズにて、ベトナム線就航に併せてベトナム取材。
1995年1月、スモーキーメディスン、カルメン・マキらと“SAVE THE EAERTH”に参加。1995年2月、東京、大阪、京都にてアコースティックライブツアー。1995年3月、ABCテレビ『朝だ!生です旅サラダ』にてベトナム取材。1995年4月、フジテレビ系スペシャル番組にて南米“チリ・ペルー”取材。1995年6月、MBSテレビ『世界ウルルン滞在記』（ブルガリア編）出演。1995年8月・9月、京都南座と東京青山劇場にて松竹百周年記念ミュージカル『BLOOD BLOTHERS ブラッドブラザース』主演。1995年10月、RENNYOフェスタ'95御影堂コンサート参加（京都西本願寺）。1995年11月、テレビ朝日系の正月スペシャル『ローリー、由加里のベトナム珍道中』出演（ベトナム紀行、ベトナムLIVE）。1995年1月 - 12月、新宿三越美術館ほか全国で巡回『ミュージシャン創作展』に石粘土の作品を出展。同年、『ラパン・アジル』結成→活動停止。
2004年10月、元オフコースの松尾一彦、WISHINGの土屋剛と『THE UNIT』結成。
2013年4月15日、歌手の布施明と入籍したことを発表した。

## 人物
中学校時代は軟式テニス部、高校時代はソフトボール部に所属していた。高校卒業後、コンサート・ライブステージのスタッフとして働き、（株）日音に在籍。裏方として働いていたが、打ち上げの際のカラオケなどで披露した歌唱力、加えて人目を引く美貌からタレントへの転向を勧められる。デビュー前は佐藤竹善にボイストレーニングを受けていた。
物怖じしない性格で気風がよく、自分の意見をはっきりと主張できる姉御肌といったキャラクターで人気を博した。また、ビビアン・リーに似ていると言うと気を良くする（ナベユカのスーパーギャングより）。
『人造人間キカイダー』が好きである。趣味は、石粘土オブジェ製作、写真、帽子集め。デビュー当時は帽子を常に被っていたためトレードマークともいえた。得意なスポーツは野球。
また、20代の頃より水泳の指導を受けている。30代の頃より通常の水泳法の他にアクアセラピーを知り、2007年にはアクアセラピー&リハビリ研究所（AT & RI）認定インストラクターの資格を取得した。インストラクターとしてスポーツクラブなどで指導を行っている。2012年からは山本化学工業の東京支店にて定期的に禅エクササイズ「グランドアイチ」のレッスンを実施している。健康食育検定協議認定「マイ穀インストラクター」の資格も得て健康に関する講演なども併せて行っている。
2013年4月15日、布施明との結婚を発表。布施明は2011年発売「Cuarto」収録の2曲目「MY DREAM」のコーラスを務めている。

## 楽曲

### シングル
|      | リリース       | タイトル                                                    | 規格  | 販売生産番号 | 備考 |
| 1st  | 1987年7月22日  | 『雨のカルメン』c/w『Give Me Again』                        |       |              | |
| 2nd  | 1987年10月26日 | 『SHOW ME』 c/w『眠らないままで』                           | 8cmCD | FHDF-1149    | 8cmCDは1991年12月21日発売。 |
| 3rd  | 1988年2月25日  | 『IN YOUR EYES』 c/w『ONE NIGHT AFFAIR』                    | 8cmCD | 10FD-3003    | |
| 4th  | 1988年6月9日   | 『Hi!Hi!Hi!』 c/w『STAY GOLD』                              | 8cmCD | 10FD-5017    | |
| 5th  | 1988年12月21日 | 『カシミアにくるまって』c/w『Don't Be Afraid』              | 8cmCD | 10FD-5066    | |
| 6th  | 1989年3月1日   | 『あなたらしく』c/w『DEAR FRIEND』                          | 8cmCD | 10FD-5083    | 『あなたらしく』TBSテレビ系アニメーション「まんがはじめて面白塾」オープニングテーマ 『DEAR FRIEND』TBSテレビ系アニメーション「まんがはじめて面白塾」エンディングテーマ |
| 7th  | 1989年5月25日  | 『VIVIAN』c/w『Moon Shadowの眩暈』                          | 8cmCD | 10FD-4011    | |
| 8th  | 1989年11月1日  | 『ためらい』c/w『さよならのメイク』                         | 8cmCD | 10FD-4029    | |
| 9th  | 1990年2月21日  | 『風の中で出逢いたい』c/w『風の中で出逢いたい(LESS VOCAL)』 | 8cmCD | FHDF-1015    | 第45回冬季国体イメージソング |
| 10th | 1990年7月25日  | 『東京チャキチャキ気質』c/w『黄昏綺麗』                     | 8cmCD | FHDF-1042    | 明星食品夜食亭イメージソング |
| 11th | 1991年2月21日  | 『夢 元気?』c/w『本当は泣きたいのに』                       | 8cmCD | FHDF-1071    | 仰天!くらべるトラベルエンディングテーマ |
| 12th | 1992年6月25日  | 『SLOW LOVE DOWN』c/w『The Gate Of Dreams』                 |       |              | メトロポリタンプラザイメージソング |
| 13th | 1992年11月26日 | 『光の旅人』c/w『きっと…』                                  |       |              | 『光の旅人』TX系アニメ「スペースオズの冒険」エンディングテーマ |
| 14th | 1993年6月25日  | 『Who are you』c/w『微熱雨』                                |       |              | 『微熱雨』with鈴木雄大デュエット曲 |
| 15th | 2004年6月1日   | 『Zetsuai 〜絶対の愛〜』(THE UNIT)                          |       |              | |
| 16th | 2006年4月      | 『In My Hat』c/w『空と大地の間で』                          |       |              | |
| 17th | 2007年         | 『SHOW ME 2007』c/w『MOON』                                 |       |              | |

### アルバム
|        | リリース       | タイトル                                   | 規格  | 販売生産番号 |
| 1st    | 1987年12月5日  | 『SHOW ME』                                | CD    | 32FD-1088    |
| min al | 1988年6月25日  | 『SHOW ME AGAIN』                          | 8cmCD | 15FD-6005    |
| 2nd    | 1988年8月1日   | 『Hi!Hi!Hi!』                              | CD    | 32FD-7014    |
| 3rd    | 1989年5月25日  | 『VIVIEN』                                 | CD    | 00FD-7107    |
| 4th    | 1994年2月2日   | 『REFASHION』                              | CD    | FHCF-2144    |
| BEST   | 1995年11月25日 | 『スーパーベスト2000』                     | CD    | FHCF-9611    |
| BEST   | 2004年12月22日 | 『ゴールデン☆ベスト 森川由加里』           | CD    | BVCK-38090   |
| BEST   | 2011年2月23日  | 『ゴールデン☆ベスト 石井明美・森川由加里』 | CD    | MHCL-1856    |
| BEST   | 2011年12月7日  | 『Cuarto 〜SHOW ME 25th Anniversary〜』    | CD    | POCE-3065    |

### ビデオ
|                | リリース      | タイトル          | 規格       | 販売生産番号                | 備考             |
| シングルビデオ | 1988年8月25日 | 『YUKARI VISION』 | VHS/20cmLD | VHS 35FE-7002 LD LM025-8109 | 初期シングルのPV |

### 未発売曲
- 合格ロックンロール（NHK『みんなのうた』1991年2月～3月放送[2]）
  - 受験合格を題材にした楽曲。
  - 映像は若井丈児のイラストと柏木郷子のアニメーション。番組常連だった若井はこの作品を最後に、30年以上『みんなのうた』を担当していない。
  - 放送中に視聴者から「人格を傷つける」との苦情を受け、2番の「生まれついての出来不出来」が「人と違っての出来不出来」に変更され、再レコーディングをした。当番組で放送途中に歌詞を変更するのは極めて珍しい。

## 出演

### テレビ番組
- クイズ世界はSHOW by ショーバイ!!（日本テレビ）
- ポッパーズMTV（TBSテレビ）
- TOKIOロックTV（テレビ東京）
- まんがはじめて面白塾（TBSテレビ）-『まんがはじめて物語』シリーズの最終シリーズでの初代お姉さん「ユカリン」役
- Lady's Knight（日本テレビ）
- 地元発信! 東京ジモティ（フジテレビ）
- たかじんONEMAN（MBSテレビ）- ザ・まいどコーナーで準レギュラー
- 土曜スペシャル（テレビ東京）同じ葛飾区出身のなぎら健壱と出演することもある
- サカスさん (TBS)

### テレビドラマ
- 暴れん坊将軍II 第141話「信濃路、新さん賭場荒らし!」（1986年、ANB）- お松 役
- 湘南物語（1989年、NTV）
- 一億二千万円をネコババした女たち（1990年、ANB）
- めざせ!イカ天 ロックンOL物語（1990年、TBS）
- 俺たちルーキーコップ（1992年、TBS）
- 昨日の私にサヨナラを（1992年、テレビ東京）
- 月曜ドラマスペシャル / 人情エンタティメント・東京チャッカリ娘（1992年、TBS）
- あの頃のあなたへ（1993年、NTV）
- 毎度ゴメンなさぁい（1994年、TBS）- 伊丹鈴蘭 役
- 裸の大将 第71話「清のファインプレー」（1995年、KTV） - 河井夏子 役
- 風の刑事・東京発! 第20話（最終回）「消えた共犯者!? 故郷を探す女」（1996年、ANB）- のりこ 役
- こまったもんだTHEY? (TBS)
- いばらの償い（2000年、MBS）
- ラーメン刑事「龍」の殺人推理（4）（2003年、ABC）- 七海 役
- 農家の嫁は弁護士!神谷純子のふるさと事件簿 (1)（2005年、TX）- 水谷麗 役
- 超星艦隊セイザーX（2005年、東宝・TX）- 安藤春子 役
- らんぼう（2006年、NTV）
- 銀座高級クラブママ青山みゆき(3)（2008年、TX）- さち子ママ 役

### ラジオ番組
- ナベユカのスーパーギャング（1988年 - 1989年、TBSラジオ）- 渡辺正行とパーソナリティーを務める
- 三菱ドライビングポップス「森川由加里のディア・フレンズ」（TBSラジオ）
- TBSラジオのテーマソング「聞いたら聞きたい」- 月曜早朝放送開始および日曜深夜放送終了時、TBSお客様センターの保留音やサービス時間外のお知らせのBGMとして長期間使われていた。
- MOONLIGHT 抱きしめて!!（1991年4月 - 9月、文化放送） - 月曜日担当
- 電リクときめき倶楽部 2001年音楽の旅（1997年 - 1999年ナイターオフ、文化放送） - パートナー
- 青春コール東京ハラギャーテーズ（1990年、ニッポン放送）
- 森川由加里の青春グラフィティー（2008年 - 、ラジオ日本）
- J-WAVE MUSIC DELIVERY（J-WAVE）

### 映画
- 六本木バナナ・ボーイズ（1989年、東映）
- 新宿欲望探偵（1994年、ケイエスエス）
- 劇場版 超星艦隊セイザーX 戦え!星の戦士たち（2005年、東宝）- 安藤春子 役

### CM
- ライオン アクアミー（1989年）
- 山之内製薬 カコナール（1990年）
- 興和 アノンコーワ 乳状クリーム（1996年）
- 明星食品 夜食亭（カップめん）
- アデランス ヘアプラス